# Горњи Варош
Горњи Варош је насељено мјесто у Западној Славонији. Припада општини Стара Градишка, у Бродско-посавској жупанији, Република Хрватска.

## Географија
Налази се око 3 км западно од Старе Градишке.

## Историја
Горњи Варош се од распада Југославије до маја 1995. године налазило у Републици Српској Крајини. До територијалне реорганизације насеље се налазило у саставу бивше општине Нова Градишка.

## Становништво
Према попису становништва из 2011. године, насеље Горњи Варош је имало 258 становника.
| Демографија | Демографија | Демографија |
| Година      | Становника  | Становника  |
| ----------- | ----------- | ----------- |
| 1961.       | 627         |             |
| 1971.       | 535         |             |
| 1981.       | 410         |             |
| 1991.       | 395         |             |
| 2001.       | 293         |             |
| 2011.       |             | 258         |

## Попис1991.
На попису становништва 1991. године, насељено место Горњи Варош је имало 395 становника, следећег националног састава:
| Попис 1991.‍  | Попис 1991.‍  | Попис 1991.‍ | Попис 1991.‍ | Попис 1991.‍ |
| ------------ | ------------ | ----------- | ----------- | ----------- |
|              |              |             |             |             |
| Хрвати       | Хрвати       |             | 379         | 95,94%      |
| Срби         | Срби         |             | 3           | 0,75%       |
| Македонци    | Македонци    |             | 1           | 0,25%       |
| Муслимани    | Муслимани    |             | 1           | 0,25%       |
| неопредељени | неопредељени |             | 3           | 0,75%       |
| непознато    | непознато    |             | 8           | 2,02%       |
| укупно: 395  |              |             |             |             |